# Karola Hagemann

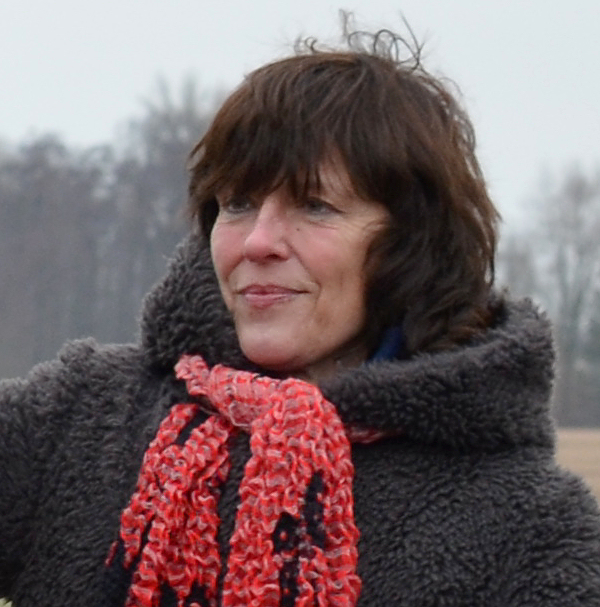
Karola Hagemann, 2017

Karola Hagemann (* 1961 in Prisser, heute Ortsteil von Dannenberg) ist eine deutsche Autorin und Diplom-Pädagogin.

## Leben
Nach dem Studium der Geschichte, Anglistik und Pädagogik legte sie an der Philosophischen Fakultät der Universität Hannover ihre Dissertation vor. Sie lebt in Hannover. Bei einer Behörde der Polizei Niedersachsen ist sie für den Bereich Fortbildung verantwortlich. Gemeinsam mit Ilka Stitz bildet sie das Autorenteam Hagemann & Stitz, das auch unter dem Pseudonym „Malachy Hyde“ veröffentlicht. Bisher sind sechs Romane und fünf Kurzgeschichten erschienen. Karola Hagemann gehört als Schriftführerin der Numismatischen Gesellschaft zu Hannover an. Sie gehörte dem Vorstand des Freundeskreises für Archäologie in Niedersachsen an.

## Veröffentlichungen (Auswahl)
- mit Sven Kohrs: Demokratisierungsprozesse im Gewaltmonopol. Motivationale Auswirkungen flacherer Hierarchie auf Organisationsmitglieder am Beispiel der Polizeireform 1994 in Niedersachsen. Wissenschaftlicher Verlag wvb, Berlin 2010, ISBN 978-3-86573-555-3.
- mit Susanne Mischke (Hrsg.) und Bodo Dringenberg (Hrsg.), Richard Birkefeld, Bodo Dringenberg, Cornelia Kuhnert, Christian Oehlschläger und Egbert Osterwald: Ein Bier, ein Wein, ein Mord. 7 hannoversche Kneipenkrimis. zu Klampen, Springe 2012, ISBN 978-3-86674-178-2.
- mit Susanne Mischke (Hrsg.) und Bodo Dringenberg (Hrsg.), Richard Birkefeld, Bodo Dringenberg, Cornelia Kuhnert, Christian Oehlschläger, Egbert Osterwald und Ilka Stitz: Der Ring der Niedersachsen. Dunkle Geschichten aus zwei Jahrtausenden. zu Klampen, Springe 2012, ISBN 978-3-86674-093-8.

Herausgeberschaften
- mit Robert Lehmann, Henning Haßmann (Hrsg.): Von Drusus bis Maximinus Thrax – Römer in Norddeutschland. Festschrift zum achtzigsten Geburtstag von Wilhelm Dräger. Hannover 2018
- mit Robert Lehmann (Hrsg.): Schatzfunde – Fundmünzen. Numismatik zwischen Archäologie, Kriminalistik und Chemie (= Hannoversche Numismatische Beiträge Band 3). Verlag Marie Leidorf, Rahden 2019.

### Romane

#### Zusammen mit Ilka Stitz
- (als Malachy Hyde): Tod und Spiele. Diederichs / Knaur-Verlag (TB), 1999
- (als Malachy Hyde): Eines jeden Kreuz. Weitbrecht / Knaur-Verlag (TB), 2002
- (als Malachy Hyde): Wisse, dass du sterblich bist. Eichborn-Verlag / Knaur-Verlag (TB), 2004
- (als Hagemann & Stitz): Das Geheimnis des Mithras-Tempels. Grafit 2006, ISBN 978-3-89425-603-6
- (als Malachy Hyde): Gewinne der Götter Gunst. Knaur-Verlag, 2007
- (als Hagemann & Stitz): Jung stirbt, wen die Götter lieben. Grafit 2009, ISBN 978-3-89425-610-4

### Kurzgeschichten

#### Zusammen mit Ilka Stitz
- Das Vermächtnis der Colonia Ulpia Traiana. In: Mord am Niederrhein. Grafit Verlag, 2004.
- Das Gold der Erde. In: Tatort FloraFarm. Juwi MacMillan Verlag, 2004
- Die Götter sind müde. In: Mords-Feste. Kalenderkrimis vom Tatort Niederrhein. Leporello-Verlag, 2005
- Die Venus von Schloss Dyck. In: Radieschen von unten. Leporello-Verlag 2006, ISBN 978-3-936783-16-2
- Die Entflammten. In: Das steinerne Auge. Bookspot Verlag, 2009